# Smadovicioara de Secu, Dolj
Smadovicioara de Secu este un sat în comuna Secu din județul Dolj, Oltenia, România.
 Acest articol despre o localitate din județul Dolj este deocamdată un ciot. Puteți ajuta Wikipedia prin completarea lui.